# Salma Bouguerch
Salma Bouguerch (arabisch سلمى بوكرش; gelegentlich auch als Salma Bouguerche transkribiert; * 4. November 1998 in El Jadida) ist eine marokkanische Fußballspielerin. Sie spielt im Mittelfeld für den Wydad AC in Casablanca und gehört zum erweiterten Kreis der marokkanischen Nationalmannschaft. Parallel zu ihrer Sportkarriere schloss sie 2024 ein Medizinstudium an der Faculté de médecine et de pharmacie de Casablanca (Universität Hassan II) mit dem Doktorat ab.

## Leben
Bouguerch wuchs in El Jadida auf und begann früh mit dem Fußball, bevor sie 2012 in die Fußballschule des Difaâ Hassani d’El Jadida aufgenommen wurde. Ihre Familie unterstützte sie dabei, Sport und Studium zu vereinbaren, wobei sie Disziplin und Geduld als zentrale Voraussetzungen betont. An der Fakultät für Medizin und Pharmazie in Casablanca absolvierte sie das Medizinstudium und erwarb 2024 den Doktor der Medizin.

## Wirken
Bouguerch spielt im offensiven Mittelfeld und ist Linksfuß. Für den Klub Wydad AC in Casablanca steht sie im Seniorinnenbereich unter Vertrag. Zuvor war sie auch im Futsal aktiv, bevor sie sich auf den Feldfußball konzentrierte.
Auf Nationalmannschaftsebene wurde sie im Rahmen der Qualifikation zu den Olympischen Spielen 2024 in Auswahlmaßnahmen der marokkanischen Frauen vertreten. Für den Women’s Africa Cup of Nations 2024 (ausgetragen im Juli 2025 in Marokko) wurde sie am 24. Juni 2025 in den 26er-Kader berufen. Spiel- und Profildaten werden in internationalen Datenbanken geführt.